# مسارع الراوي
الدكتور مسارع حسن إسماعيل آل الشيخ رجب الراوي هو أكاديمي عراقي ووزير سابق.

## سيرته
ولد في راوة عام 1927، وأنهى الدراسة المتوسطة في عانة ودار المعلمين الابتدائية ببغداد، فعمل معلماً في التعليم الابتدائي عاما واحدا، ثم التحق بالجامعة الامريكية في بيروت ونال منها شهادة البكالوريوس في التربية وعلم النفس عام 1952، عين مدرساً في معهدي إعداد المعلمين في كل من بغداد وبعقوبة، ثم سافر إلى الولايات المتحدة الأمريكية ضمن بعثة علمية فالتحق بجامعة إلينوي فحصل على شهادة الماجستير في التربية عام 1956، وأكمل دراسة دكتوراه فلسفة في التربية بجامعة كاليفورنيا في بيركلي عام 1958.
بعدها عمل مدرساً في كلية التربية في بغداد عام 1958، وتدرج في الالقاب العلمية حتى أصبح استاذاً عام 1970.
بعد ثورة 8 شباط 1963، شغل منصب وزير الثقافة والإرشاد ثم وزير الدولة لشؤون الوحدة، حيث كان من قيادات حزب البعث العربي الاشتراكي.
انتدب بعدها للتدريس في كلية التربية بمكة للفترة من عام 1964 حتى 1966، ثم عين رئيسا للجامعة المستنصرية ببغداد للفترة 1968 ـ 1973 وهو أحد مؤسسيها، ثم اختير مديرا عاما مساعدا للمنظمة العربية للتربية والثقافة والعلوم للفترة 1973 ـ 1977. رأس الجهاز العربي لمحو الامية وتعليم الكبار في المنظمة منذ عام 1977 حتى عام 1985، واشرف على قطاع التربية في المنظمة المذكورة من عام 1985 إلى عام 1989، ثم اختير مديراً عاماً للمنظمة العربية للتربية والثقافة والعلوم لأربع سنوات من عام 1989 حتى عام 1993.
عمل أستاذا متمرسا بجامعة بغداد وأشرف على الرسائل العلمية لطلبة الدراسات العليا.
انتخـب نائباً لنقيب المعلمين في العراق عام 1962 ـ 1963، وأختير عضواً عاملاً في المجمع العلمي العراقي عام 1979، وعضواً مؤازرا في مجمع اللغة العربية الأردني عام 1980 وعضواً في المجمع العلمي عام 1996.
يتقن مسارع الراوي اللغة الإنجليزية وله إلمام بالفرنسية والإسبانية.
يقيم حاليا في الأردن.

## العضويات
مسارع الراوي عضو الهيئة الادارية للمجلس العلمي العالمي لتعليم الكبار منذ عام 1982 ـ 1990، ونائب رئيسه من عام 1990 حتى عام 1994، وعضو في كثير من الجمعيات العلمية منها:
- جمعية الشرف الأمريكية للتربية
- الاتحاد العالمي للتعليم بالمراسلة
- اتحاد المؤرخين العرب
- الجمعية العراقية للعلوم والتربية النفسية،
- جمعية الكتاب والمؤلفين العراقيين

## الجوائز
نال وسام التربية الممتاز من الأردن عام 1986، ووسام محو الأمية وتعليم الكبار عام 1990 ودرعها عام 1994 من المجلس العالمي لتعليم الكبار في كندا وحصل على ميدالية ذهبية من المنظمة العربية للتربية والثقافة والعلوم عام 1994.

## مؤلفاته
له أكثر من ثلاثين بحثا ودراسة في التربية والفلسفة وعلم النفس، بالإضافة لمؤلفات عدة منها:
1. مفاضلة بين الطريقة الصوتية والطريقة الجملية في تعليم القراءة للمبتدئين 1962
2. أصول تدريس العلوم الاجتماعية لمعاهد إعداد المعلمين ـ بغداد 1963
3. طريقة المشروع بين المبدأ والتطبيق ـ بغداد 1965
4. مشكلة الرسوب ومصير الخريجين ـ بغداد 1966
5. التعليم الصناعي في العراقي ـ مشكلته ومستقبله ـ بغداد 1968
6. القيم والاجتماعية ومشكلات المجتمع العراقي كما يراها مدرسو العلوم الاجتماعية في مرحلة الدراسة الثانوية في العراق ـ بغداد 1969
7. نحو إستراتيجية جديدة للتعليم في العراق ـ بغداد 1973
8. الإهدار في التعليم الابتدائي ـ بغداد 1973
9. دراسات في التربية في البلاد العربية ـ بيروت 1987

## كتب عنه
- من رواد التنوير في العراق والوطن العربي.. الأستاذ الدكتور مسارع حسن الراوي، للباحث عبد الستار الراوي[7]